# Andreas Nensén
Andreas Nensén, född 27 november 1734 i Härnösand, död 14 januari 1822 i Själevads församling, var en svensk präst.

## Biografi
Andreas Nensén föddes 1734 i Härnösand. Han var son till kyrkoherden Anders Erici Nensén. Nensén blev 16 januari 1752 student vid Uppsala universitet och prästvigdes 8 maj 1761 till huspredikant hov landshövdingen Olivecrona. Han blev adjunkt hos sin far i Sunne församling 1763. År 1764 blev han extra ordinarie bataljonspredikant och 15 mars 1760 ordinarie bataljonspredikant vid Jämtlands dragoner. Nensén blev 11 juni 1782 regementspastor vid regementet. Han blev 22 maj 1789 kyrkoherde i Själevads församling och tillträdde 1790. Den 18 juli 1807 blev han honor prost. Han avled 1822 och begravdes på Björna kyrkogård.

### Familj
Nensén gifte sig 1770 med Helena Salin (1744–1811). Hon var dotter till prosten Daniel Salin och Margareta Flodalin i Ovikens församling. De fick tillsammans barnen borgmästaren Anders Nensén (1770–1842) i Uppsala, Daniel Nensén (1772–1813), Petrus Nensén, Petrus Nensén, Eva Maria Nensén, Margareta Nensén (född 1780), studenten Erik Nensén (1782–1812), Abraham Nensén (1784–1846), kyrkoherden Jonas Nensén (född 1791) i Dorotea församling.